# Zweite Schlacht von Bedriacum
Bei dem Ort Bedriacum (auch Betriacum, seltener Schlacht von Cremona), in Oberitalien zwischen Cremona und Mantua gelegen, fand am 24./25. Oktober 69 die entscheidende Schlacht des römischen Bürgerkriegs um die Nachfolge Neros (Vierkaiserjahr) statt.
Die Armee des Vitellius wurde von den Donaulegionen unter dem Befehl von Marcus Antonius Primus geschlagen, die den Feldherrn Vespasian zum Kaiser ausgerufen hatten.

## Vorgeschichte
Bereits am 14. April desselben Jahres hatte bei Bedriacum eine Schlacht zwischen den Truppen des Kaisers Otho und denen seines Konkurrenten und Nachfolgers Vitellius stattgefunden. Die Donaulegionen hatten sich dabei bereits Otho angeschlossen, waren aber größtenteils während dieser ersten Schlacht noch im Anmarsch und kamen nicht zum Einsatz. In der Folge erkannten sie Vitellius nur widerwillig an und waren unter den ersten Truppenteilen, die auf den im Osten zum Kaiser erhobenen Vespasian den Eid leisteten.
Nach dem Einmarsch in Italien besetzten die Truppen des Antonius zunächst Verona, um die Kontrolle über die Alpenpässe zu erhalten und Vitellius von Verstärkungen der Legionen am Rhein abzuschneiden. Als Antonius Primus vom Verrat des vitellianischen Feldherrn Aulus Caecina Alienus erfuhr, ließ er seine Legionen in Richtung Cremonas marschieren. Beim 8. Meilenstein vor Bedriacum stieß Antonius auf die Vorhut der Vitellianer. Es entwickelte sich ein Reitergefecht, wobei die Vitellianer nach anfänglichen Schwierigkeiten von den an Reiterei überlegenen Flavianern geschlagen wurden.

## Eigentliche Schlacht an derVia Postumia
Die Hauptstreitmacht der vitellianischen Legionen hatte inzwischen am 4. Meilenstein auf dem Damm der Via Postumia Stellung bezogen. Das führerlose Heer verlangte ebenso wie die durch das siegreiche Reitergefecht angestachelten Flavianer trotz einbrechender Dunkelheit nach der Schlacht. Das für beide Seiten zähe und verlustreiche Ringen dauerte bis in die Morgenstunden. Leichte Vorteile hatten dabei die Flavianer, da der Mond sich in ihrem Rücken befand und sie für die Vitellianer schlechter sichtbar waren.
Nach Tacitus wurde die Schlacht mit der aufgehenden Sonne entschieden. Die Soldaten der Legio III Gallica, die aus Syrien stammte, begrüßten die aufgehende Sonne mit lautem Geschrei. Daraus entstand unter den Vitellianern das Gerücht, dass die Verstärkung der Flavier unter Gaius Licinius Mucianus eingetroffen sei und sie wandten sich zur Flucht in ihr Lager vor der Stadtmauer von Cremona.
Dieses wurde von den Flavianern erobert, worauf die vitellianischen Soldaten in die Stadt flohen, die nun angegriffen wurde. Zunächst wurde auf den Stadtmauern hartnäckig gekämpft, sehr bald verließ die Vitellianer allerdings ihr Mut. Sie schickten Caecina, der bis dahin gefesselt gewesen war, als Unterhändler zu Antonius. Die Legionsadler und Standarten wurden aus der Stadt getragen, ihnen folgte Caecina im Aufzug eines Konsuls mit Liktoren, was die Wut der Truppen auf diesen fokussierte.

## Zerstörung Cremonas
Nach der Einnahme der Stadt wurde sie von den Soldaten der flavianischen Partei geplündert und mit Ausnahme des Tempels der Mefitis dem Erdboden gleichgemacht. Die Gründe dafür werden auch bei Tacitus nicht eindeutig geklärt. Zunächst wurde die Legio XIII Gemina nach der ersten Schlacht von Bedriacum von Vitellius in Cremona zurückgehalten und musste dort ein Amphitheater für ein Gladiatorenschauspiel des Caecina errichten. Während beider Kriege diente Cremona den Vitellianern als Hauptquartier. Unklar ist auch, ob Antonius den Soldaten die Plünderung der Stadt als Ansporn für die Erstürmung in Aussicht gestellt hatte. Insgesamt muss auch festgestellt werden, dass im Bürgerkrieg des Vierkaiserjahres die Heerführer nur wenig Kontrolle über die Soldaten hatten.
Die Schuld für die Plünderung der Stadt wird durch eine bei Tacitus überlieferte Anekdote auf Antonius gelenkt. Dieser begab sich nach der Schlacht in ein Bad, um sich das Blut abzuwaschen. Auf seine Beschwerde über das lauwarme Wasser entgegnete ein Haussklave: „Sogleich wird es heiß werden.“ Zu dieser Zeit stand die Stadt aber bereits in Flammen.
Beteiligte Truppen:
| Vespasian                                     | Vitellius |
| Legat: M. Antonius Primus                     | nach Verrat des Caecina führerloses Heer, kommandiert von Fabius Fabullus (Legat der 5. Legion) und Cassius Longus, Lagerpräfekt |
| Legio III Gallica                             | Legio I Italica |
| Legio VII Galbiana                            | Legio IV Macedonica |
| Legio VII Claudiana                           | Legio V Alaudae |
| Legio VIII Augusta                            | Legio XV Primigenia |
| Legio XIII Gemina                             | Legio XVI Gallica |
| Auxilia aus den Donauprovinzen                | Legio XXI Rapax |
| Von Vitellius entlassene Prätorianer-Kohorten | Legio XXII Primigenia |
|                                               | vexillationes der britannischen Legionen Legio II Augusta, Legio VIIII Hispana und Legio XX Valeria Victrix                      |
|                                               | Auxilia aus den germanischen und britannischen Provinzen                                                                         |

Ein bedeutender Bodenfund, der das Geschehen dokumentiert, wurde in den 1960er Jahren etwa 700 m östlich der Porta Venezia an der via Postumia gemacht. Man fand, zusammen mit einigen weiteren Bronzegegenständen, ein Blech mit Inschrift der Legio IV Macedonica. Das Stück wird als Teil einer Balliste interpretiert, wozu auch die ringförmigen Beifunde passen, die als Spannbuchsen zu interpretieren sind. Das korrespondiert mit den schriftlichen Quellen, welche die Aufstellung und den Einsatz der Geschütze auf der Straße in der Schlacht bestätigen. Nach der Flucht der Legion nach Cremona sind die wertvollen Metallteile wahrscheinlich an der Straße verborgen und aus unbekannten Gründen nicht wieder gehoben worden. Das Stück befindet sich heute im Museo Civico in Cremona.
Nach der Schlacht war der Weg für die Flavianer nach Rom frei. Nach der Eroberung Roms bestätigte der römische Senat Vespasian als legitimen Thronfolger mit der lex de imperio Vespasiani.